# Statlanta
Statlanta è il primo album in studio del rapper statunitense Stat Quo, pubblicato nel 2010.

## Tracce
1. The Beginning – 3:13
2. Welcome Back (featuring Marsha Ambrosius) – 4:39
3. Ghetto USA (featuring Antonio McLendon) – 3:22
4. Dedicated – 3:33
5. Success – 3:37
6. Catch Me – 3:38
7. Cry (featuring Brevi) – 3:40
8. Space Ship (featuring Esthero) – 3:42
9. Lie to You (featuring Raheem DeVaughn & Devin the Dude) – 4:14 – Che Vicious
10. Alright (featuring Talib Kweli) – 5:02
11. What I Like – 3:40
12. Penthouse Condo – 3:47